# Кадіб

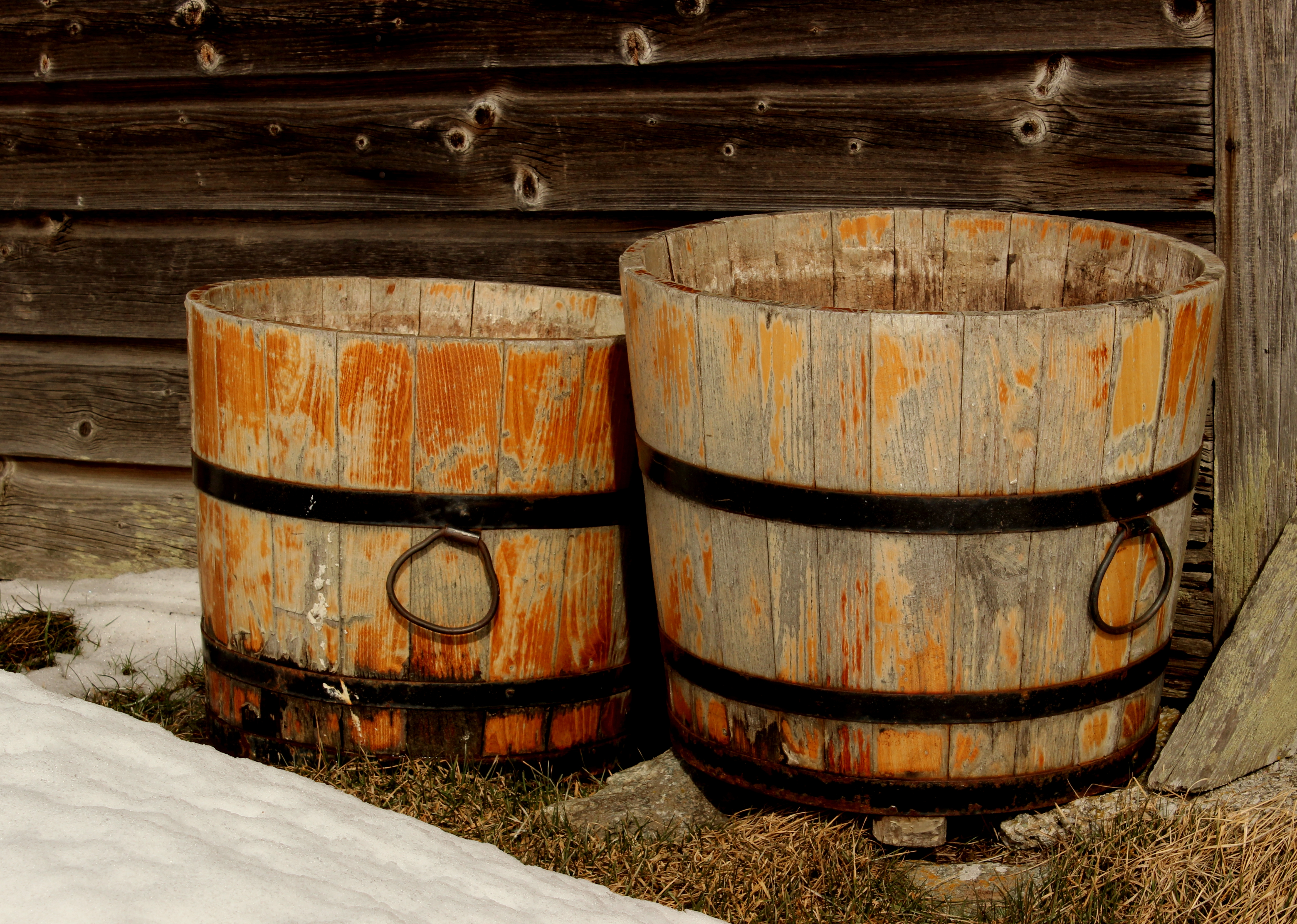
Кадоби біля шале у горах Штирії

Ка́діб (ка́дівб), рідше ка́дуб, ка́дка — дерев'яна посудина у вигляді великої діжки. Кадоби використовували для квашення капусти, зберігання м'яса, оброблення шкір вичинюванням.
Кадоби роблять з окремих дощечок-клепок, стягаючи їх обручами. Очевидно, їх первісно видовбували з цілих стовбурів. На це вказує етимологія слова: прасл. *kadьl̥bъ, утвореного за допомогою частки *ka від дієслова *dьl̥bti («довбати»).
Щодо слова «кадка», то воно має грецьке походження: д.-рус. кадь запозичене з грец. κάδι(ον) — зменшувальної форми κάδος («глек», «велика бочка»).

## Інше
- Кадобом також називався порожній стовбур, вставлений у криницю замість цямрини[2].
- Кадкою також називався футляр над жорном у водяному млині[5]